# Perdido en un barco
«Perdido en un barco» es una canción y el último sencillo del segundo álbum de Maná, Falta amor. La canción fue escrita for Fher Olvera y Alex Gonzalez. Esta canción fue una de las primeras exitosas del álbum después de 'Rayando el sol' (del mismo álbum).
La canción ha estado incluida en discos de la agrupación de grandes éxitos y también en presentaciones y conciertos en donde han dado.

## Lista de canciones

### CD - Promo[5]
| Perdido en un barco — Single |                       |          |  |
| N.º                          | Título                | Duración |  |
| 1.                           | «Perdido en un barco» | 4:15     |  |

## Posiciones en las listas (2000)
| Listas (2000)                              | Posición |
| ------------------------------------------ | -------- |
| Estados Unidos Billboard Hot Latin Tracks  | 15       |
| Estados Unidos Billboard Latin Pop Airplay | 10       |